# Skid Row (irländsk musikgrupp)
Skid Row var ett irländskt rockband aktivt mellan 1967 och 1972. Gitarrist i bandet var Gary Moore.